# 고신대학교
고신대학교(高神大學校, Kosin University)는 부산광역시 영도구와 서구, 충청남도 천안시에 위치한 대한민국의 사립 대학이다.
1946년 설립된 고려신학교가 모태로, 1968년 부산복음병원 부속 간호학교로 설립된 복음간호전문대학을 1989년 통합시켜 현재 규모에 이른다. 국문 약칭으로 고신대(高神大) 등이 사용되고 있다. 설립 당시 신학교였지만, 그 규모가 점차 커져 2021년 기준, 5개 단과대학, 26개 학부 전공, 일반대학원과 6개 특수대학원이 설치되어 있다.
신학적으로 개혁주의 계열인 장로교단 중 대한예수교장로회 고신 총회가 직영하는 교육 기관이며, 고신대학교 복음병원 등을 산하에 설치하고 있다.

## 연혁
현재의 고신대학교는 1946년에 설립된 목회자 양성 기관인 고려신학교를 시초로 1955년 4년제 대학과정인 칼빈학원을 설립하였다. 1970년 12월 대학설립인가를 취득하여 계속 발전해 오다가 1980년에 고신대학으로 변경하였으며, 1993년 교명을 현재의 고신대학교로 변경하였다.
- 1946년 9월 20일 고려신학교 설립
- 1947년 4월 19일 교사 이전
- 1955년 9월 1일 칼빈학원 설립
- 1961년 12월 학교병합
- 1962년 10월 17일 고려신학교 복교
- 1964년 2월 28일 칼빈학원 폐교
- 1964년 9월 대한예수교장로회 총회 직영 신학교로 지정
- 1968년 2월 28일 각종학교 지정
- 1969년 9월 6일 대학동등학력 인정 학교 지정
- 1970년 12월 30일 고려신학대학으로 개편
- 1978년 2월 15일 종합대학으로 승격
- 1980년 10월 2일 고신대학으로 교명 변경
- 1982년 4월 12일 영도캠퍼스 신축
- 1988년 복음간호전문대학 합병
- 1993년 3월 1일 고신대학교로 교명 변경
- 1994년 3월 중앙도서관 준공
- 2018년 8월 23일 교육부 대학기본역량진단 ‘자율개선대학 ’우수대학 선정
- 2019년 대학기관평가 전체평가항목 통과  5년간 인증 획득
- 2020년 교육국제화역량 인증대학 선정
- 2020년 고신대학교 대학일자리센터 최고등급 ‘우수’ 획득

## 교육편제

### 영도캠퍼스
영도캠퍼스의 학부 과정으로는 2022년 기준, 신학대학, 보건복지대학, 글로벌문화융합대학 등 3대학, 3학부, 18학과, 5전공이 설치되어 있다.

### 송도캠퍼스
송도캠퍼스의 학부 과정으로 2022년 기준, 간호대학, 의과대학 등 2대학 3학과가 설치되어 있다.

### 대학원
고신대학교의 대학원은 7개원으로 구성되며 일반 1개원, 특수 6개원이 설치되어 있다. 일반대학원의 경우, 캠퍼스 별 학부 편제에 따라 설치 편제가 있으며, 석사과정 10과정, 박사과정 7과정을 제공하고 있다.
특수대학원으로 신학대학원, 교육대학원, 교회음악대학원, 보건대학원, 기독교상담대학원, 선교목회대학원 등에서 석사 과정을 제공하고 있다.

## 캠퍼스 풍경
고신대학교는 부산광역시와 충청남도의 사립 대학으로, 영도구와 서구, 천안시에 캠퍼스를 두고 있다. 법적으로 단일 캠퍼스로 고시되어 있으나, 실은 3개의 분리된 캠퍼스로 운영중에 있다.

### 영도캠퍼스

개혁주의학술원 전문도서관 내부

고신대학교 본교가 위치한 영도캠퍼스는 동삼 제1동에 있다. 신학대학과 보건복지대학 등이 위치한다. 대학본부와 개혁주의학술원이 캠퍼스에 위치한다. 캠퍼스 서부는 산지와 인접하나, 동부는 기반 시설이 발달되어 있는 편이다. 캠퍼스 인근에 광명고등학교 등 교육기관이 다수 인접하고, 한국해양과학기술원 등 해양 산업 관련 기관이 위치한다.

### 송도캠퍼스
고신대학교 송도캠퍼스는 암남동에 위치하며, 의과대학과 간호대학 등 2개의 단과대학이 위치한다. 고신대학교 복음병원, 의학도서관이 캠퍼스 내에 존재하며, 캠퍼스 인근에 해변과 주택가가 존재하여 다수의 교육 기관이 위치한다.

### 대학병원 및 기타 대학 시설
고신대학교는 의과대학이 위치한 송도캠퍼스에 고신대학교 부속병원인 고신대학교 복음병원을 두고 있다. 26개 진료과, 16개 병동, 병상수 976병상을 갖추고 있다. 한국전쟁으로 인한 전쟁 피난민과 병마에 시달리는 가난한 환자들을 치료하기 위해 1951년 6월 21일 장기려 박사, 전영창 선생, 한상동 목사에 의해 설립된 무료병원인 복음진료소가 기원으로, 고신대학교와는 독립된 기관으로 출발하였으나 1970년 고려신학대학 설립 인가와 동시에 복음병원이 학교법인 고려학원의 수익 기관으로 편입되었다.
고신대학교가 설립 및 운영하는 시설에는 캠퍼스 외부에도 충청북도 천안시에 고신대학교 신학대학원(고려신학대학원)을 운영하고 있다.

## 같이 보기
- 복음간호전문대학
- 부산광역시